# Sybra albovariegata
Sybra albovariegata är en skalbaggsart som beskrevs av Stefan von Breuning 1939. Sybra albovariegata ingår i släktet Sybra och familjen långhorningar. Inga underarter finns listade i Catalogue of Life.